# Kyūji
El Kyūji (旧辞), también conocido como Honji (本辞) y Sendai no Kuji (先代旧辞), es un antiguo texto histórico japonés. Su existencia se registra en el Kojiki, que afirma haber sido compuesto en base a sus contenidos. Ya no se sabe que existan copias existentes.

Según el prefacio del Kojiki, el emperador Tenmu dijo:
Lo que escucho es que el Teiki y el Honji causados por las muchas casas ya difieren de la verdad y contienen muchas inexactitudes. Si esos errores no se corrigieran ahora, el significado original se perderá dentro de unos pocos años. Son la base del sistema nacional y son la base del gobierno imperial. Por lo tanto, me gustaría examinar cuidadosamente el Teiki y el Kyūji, eliminar los errores y establecer la verdad para las generaciones futuras.
El prefacio continúa diciendo que el emperador dicta el Teiki y el Kyūji a Hieda no Are, pero que el emperador muere antes de que se complete la tarea. La tarea fue revivida varios años después durante el reinado de la emperatriz Genmei:
En este punto, lamentando los errores y las diferencias en el Kyūji, las Emperatrices intentan corregir los errores y las diferencias en el Senki, y en el noveno mes y el decimoctavo día del cuarto año de Wadō [=711 d.C.] le dice a Yasumaro: " Te ordeno que grabes el Kyūji imperial que Hieda no se aprende ".

## Contenido
Como el texto ya no existe, se sabe muy poco al respecto. El prefacio del Kojiki establece que existían diferentes versiones con cada clan, y que estas diferencias fueron corregidas por la línea imperial. El prefacio también afirma que fue uno de los recursos primarios en la composición del Kojiki, por lo tanto, debe haber habido una cierta superposición entre los dos, y muy probablemente contenía cuentas legendarias.